# 孔雀座ο
孔雀座ο，又名CP-70 2835，HD 201371、SAO 257896、HR 8092，是孔雀座的一颗恒星，视星等为5.02，位于銀經323.27，銀緯-37.19，其B1900.0坐标为赤經21h 3m 58s，赤緯-70° -37.19′ 2″。